# Балкантурист
„Балкантурист“ е най-старият български туристически оператор. Създаден е като държавна монополна компания през 1948 г. и е добре познат на международния туристически пазар. Свързва се с всички видове пътувания за и от България. През 1995 г. е приватизиран. „Балкантурист“ е дългогодишен член на авторитетни международни професионални туристически организации – IATA, UFTAA, ASTA, JATA, ETOA, Euro Congress, както и на българските браншови организации БАТА, Асоциация на хотелиерите и ресторантьорите.

## История
„Балкантурист“ е създаден като част от Министерство на железопътните, автомобилните и водните съобщения през януари 1948 г. от правителството на Георги Димитров. Негова основа става съществуващото и дотогава Железопътно бюро „Балкан“, като под негово управление са предадени по-представителните от национализираните хотели и ресторанти.
Високите репарации, които плаща България след Втората световна война не позволяват на българското правителство да изплати на Чехословакия национализираните техни предприятия след 9 септември, затова Георги Димитров предлага на Клемент Готвалд чешки туристи да почиват на българското Черноморие.
В първия петилетен план за развитието на „Балкантурист“ се предвижда предприятието да инвестира 225 милиона лева собствени средства и 300 милиона лева държавни средства в изграждането на 41 хотела и 50 ресторанта, но тези амбициозни планове се провалят. Първият нов хотел, изграден от оператора и наречен „Добри Терпешев“ (по-късно преименуван на „Роза“), се намира на варненското крайбрежие, в курорта Св. св. Константин и Елена. В строежа активно са използвани неквалифицирани бригадири, а след откриването му през лятото на 1949 година вестник „Стършел“ го описва като „затвор“ и „голям хамбар“, с негоден водопровод и пълен с плъхове. Неуспехът на плановете за увеличаване на обектите е частично компенсиран през 1957 година с присъединяването към „Балкантурист“ на предприятието „Народен ресторант“, с което броят на ресторантите му достига 46.
През следващите години „Балкантурист“ разширява дейността си към планински и културен туризъм и започва да привлича туристи и от други държави: СССР, ГДР, Полша, Унгария и Румъния. Компанията играе основна роля в създаването на морски курорти като Златни пясъци, Слънчев бряг и Албена. В продължение на няколко години след 1967 година тя експлоатира луксозния круизен кораб „Варна“.
Реалното активно развитие на международния туризъм започва от края на 50-те години. През 1957 година „Балкантурист“ обслужва едва 17 хиляди чужди туристи, през 1960 година – 120 хиляди, през 1965 година – 1 милион, през 1970 година – 2,5 милиона, а през 1975 година – 4 милиона.
През 1995 г. „Балкантурист“ е приватизиран от компанията „Български туристически холдинг“, свързана с конгломерата „Мултигруп“.
Балкантурист АД  ЕИК 831652492 е заличен в търговски регистър на агенция по вписванията от дата 15.10.2021 година. Някой от хотелите му са преминали в самостоятелни акционерни дружества с "различна" собственост